# 대한민국 민법 제521조
대한민국 민법 제521조는 공시최고절차에 의한 증서의 실효에 대한 민법 채권법 조문이다.

## 조문
제521조(공시최고절차에 의한 증서의 실효) 멸실한 증서나 소지인의 점유를 이탈한 증서는 공시최고의 절차에 의하여 무효로 할 수 있다.

第521條(公示催告節次에 依한 證書의 失效) 滅失한 證書나 所持人의 占有를 離脫한 證書는 公示催告의 節次에 依하여 無效로 할 수 있다.

## 참고 문헌
- 오현수, 일본민법, 진원사, 2014. ISBN 9788963463452
- 오세경, 대법전, 법전출판사, 2014 ISBN 9788926210277
- 이준현 , LOGOS 민법 조문판례집, 미래가치, 2015. ISBN 9791155020869

## 같이 보기
- 어음